# 小野英作
小野 英作（おの えいさく、男性、1967年 - ）は、日本のグラフィックデザイナー。愛知県出身。デザイン事務所「nana」代表。アートディレクターを務めた雑誌『relax』（マガジンハウス）やコンピレーションCDシリーズ『Cafe Apres-midi』シリーズで知られる。
多摩美術大学の絵画科を卒業後、プロペラ・アート・ワークスに入社。2年間、Macintoshを使ったデザインを行う。1993年、在籍中に自主制作したフリーペーパー『コロコロcud』を見た小西康陽をはじめミュージシャンらから仕事が来るようになり、グラフィックデザイナーとして独立。多くのCDジャケット、ブックデザインを手がけている。同時期に話題になったグルーヴィジョンズと同じく、90年代以降の日本における、スイス・タイポグラフィのリバイバルの一端を担った。

## CDデザイン
- V.A.『Free Soul』シリーズ（1994年～）
- V.A.『未来の音楽』シリーズ（1994年～）
- WILDJUMBOレーベル（1994年～）
- SATELLITE LOVERS『MUSIC』（1994年）
- CARAMEL PAPA『PANAM SOUL IN TOKYO』（1996年）
- Swing Out Sister『The Big Elsewhere』（1996年）
- Fantastic Plastic Machine『The Fantastic Plastic Machine』（1997年）
- Fantastic Plastic Machine『L'aventure Fantastique』（1997年）
- 松田弘『DRMS』（1997年）
- L⇔R『Doubt』（1997年）
- Captain Mook & The Ala Moana Strings『UKULELE CALENDAR』（1997年）
- Instant Cytron『CHEERFUL MONSTERS』（1997年）
- Fantastic Plastic Machine『Luxury』（1998年）
- THE BEATNIKS『M.R.I. Musical Resonance Imaging』（2001年）
- V.A.『Hotel WITH THE STYLE Volume 02』（2005年）
- Isabelle Antena『French Riviera』（2006年）
- V.A.『ミュージック・ダイアリー』シリーズ（2007年）
- V.A.『bossa nova 1991:shibuya scene retrospective』（2007年）※ブックレットのみ

## ブックデザイン
- 野村浩司『0155』（光琳社／1997年）
- 『dimanche 日曜のコーヒー的なシアワセ。』（アスペクト／2000年）
- 『カフェの話。』（アスペクト／2001年）
- 河井リツ子『はむたろっとカードブック』（小学館／2002年）
- 冬野さほ『まよなか』（ブルース・インターアクションズ／2003年）
- 板尾創路『板尾日記』シリーズ（リトルモア／2006年～）
- 永瀬沙世『青の時間　THROUGH THE LOOKING-GIRL』（プチグラパブリッシング／2006年）
- 橋本裕志『特急田中3号 オフィシャル・ガイドブック』（リトルモア／2007年）
- 関めぐみ『花美月 谷村美月写真集』（集英社／2008年）
- 本馬英治『岬バーガー』（リトルモア／2008年）
- 若木信吾『THE FUNERAL OF TAKUJI WAKAGI 葬送』（YOUNGTREE PRESS／2007年）
- せきしろ『不戦勝』（マガジンハウス／2008年）
- セルジオ・カブラル『ナラ・レオン 美しきボサノヴァのミューズの真実』（ブルース・インターアクションズ／2009年）
- ミッシェル・マーサー『ジョニ・ミッチェルという生き方 ありのままの私を愛して』（ブルース・インターアクションズ／2010年）
- シーザー・パディーヤ『アンダーグラウンド・ロックTシャツ RIPPED』（ブルース・インターアクションズ／2010年）

## 雑誌デザイン
- 『suburbia suite 19940409 free soul』（1994年）
- 『DICTIONARY』vol.41～48, 52, 53（クラブキング／1995～1996年）
- 『smart』中面「GIRL OF …」（宝島社／1997年）
- 『relax』（マガジンハウス／2000～2004年）
- 『流行通信』（インファス／2005～2006年）

## その他
- ゲーム『鈴木爆発』（エニックス／2000年）※ストーリーボード担当
- Grand Gallery関連全アートワーク